# 25-й окремий спеціальний моторизований батальйон міліції (СРСР)
25-й окремий спеціальний моторизований батальйон міліції (в/ч 5445) — формування Внутрішніх військ МВС СРСР, яке існувало у 1966—1992 роках.

## Історія
В 1966 році у відповідності до рішення уряду СРСР Наказом Міністра охорони громадського порядку № 03 від 30 вересня 1966 року в Кривому Розі почалось формування 25-го окремого спеціального моторизованого батальйону міліції МОГП СРСР (в/ч 5445).
Особовий склад частини брав участь у бойових діях в Афганістані, у охоронних заходах під час Олімпіади-80, ліквідації наслідків аварії на ЧАЕС. За часів розпаду Радянського Союзу військовослужбовці частини виконували миротворчу місію у гарячих точках колишніх радянських республік.
Після відновлення незалежності України на його фондах було сформовано 6-й полк Національної гвардії України (в/ч 4106).